# Geoica setulosa
Geoica setulosa är en insektsart som först beskrevs av Giovanni Passerini 1860. Enligt Catalogue of Life ingår Geoica setulosa i släktet Geoica och familjen långrörsbladlöss, men enligt Dyntaxa är tillhörigheten istället släktet Geoica och familjen pungbladlöss. Enligt den finländska rödlistan är arten sårbar i Finland. Arten är reproducerande i Sverige. Artens livsmiljö är torra gräsmarker. Inga underarter finns listade i Catalogue of Life.